# 小川仁一
小川 仁一（おがわ じんいち、1918年2月1日 - 2002年11月24日）は、日本の政治家。日本社会党に所属し衆議院議員（2期）、参議院議員（2期）を歴任。

## 略歴
岩手県和賀郡東和町（現花巻市）生まれ。岩手師範学校（現岩手大学教育学部）卒業。小学校教諭を経て、1959年に岩手県教職員組合委員長。1961年（昭和36年）に中学生の全国一斉学力テストの反対闘争を組織し、地方公務員法違反容疑で逮捕される。ほかに日本教職員組合副委員長、総評副議長、公務員共闘事務局長などを務めた。
1971年の第9回参議院議員通常選挙と1974年の第10回参議院議員通常選挙に岩手県選挙区から日本社会党公認で出馬したが、落選。
1976年の第34回衆議院議員総選挙岩手1区に日本社会党から立候補し、初当選。1979年の第35回衆議院議員総選挙と1980年の第36回衆議院議員総選挙に続けて立候補したが、落選。1983年の第37回衆議院議員総選挙で再び当選。1986年の第38回衆議院議員総選挙で落選。
翌1987年の第13回参議院議員通常選挙補欠選挙岩手県選挙区に立候補し、売上税反対を掲げ、自由民主党の候補を破って当選。売上税法案を廃案に追い込むきっかけとなった。岩手選挙区での日本社会党の当選者は、渡辺勘吉（参議院議員1期）以来25年ぶり。以後2期務める。1988年、参議院災害対策特別委員長。1989年に再選。1994年、第46代参議院議院運営委員長。1995年の第17回参議院議員通常選挙には立候補せず引退。
2002年11月24日に急性大動脈解離のため盛岡市の病院で死去。享年83。